# Фіш
Фіш (від англ. fish — риба) — гравець у покер, за рахунок якого можна легко нажитися. Термін називається так, тому що для того щоб отримати сильну руку, інколи потрібно довго чекати, вивчаючи стиль гри супротивників, і тільки дочекавшись слушного моменту, включатися в розіграш і вигравати банк, що дуже схоже на рибалку.

## Як впізнати фіша
Як правило фіш розігрує велику кількість рук, тоді як досвідчений гравець близько 80% кишенькових карт скидає.
Найбільш звична дія фіша — це колл і чек. Фіш рідко підвищує ставку і в той же час, з великою неохотою скидає навіть сумнівні руки. Якщо ж рука має якусь силу, фіш може розігрувати її агресивно, причому, набагато агресивніше, ніж ця рука того заслуговує. Надмірно агресивний фіш називається «маніяк» (Maniac). Надмірно пасивний фіш — це автовідповідач (Calling station). Агресивний фіш, який до того ж погано знає не тільки виграшну стратегію покеру, але і правила, називається Moron (ідіот).
Фіш може продовжувати боротися за банк з кишеньковими п'ятірками, попри те, що на столі дві вищі загальні пари, наприклад, А-А-9-9-2. Фіш дивується — чому банк дістався суперникові, наприклад, в такій ситуації:
- карти фіша — JJ
- карти суперника — А2
- борд — 8-Q-Q-K-K

в даному випадку у противників по дві пари, але кікер А сильніший за кікер J.
Інший приклад:
- карти фіша — KQ
- карти суперника — АА
- борд — K-Q-9-2-2

в даному випадку у фіша дві пари КК і QQ, а у суперника дві пари АА і 22, які є сильнішими.
Фіш часто розігрує кишенькового туза. Якщо другий туз випадає на флопі, він готовий грати олл-ін, незважаючи на силу кікера. З «голим» кишеньковим тузом фіш не рідко йде олл-ін ще на префлопі.
Також фіш робить помилку, коли грає дрібним кишеньковим парам. З парою кишенькових п'ятірок фіш буде сподіватися виграти банк у чотирьох суперників, не звертаючи уваги на те, що на стіл випали великі карти, які легко можуть скласти опонентам більш високу пару.
Фіш враховує тільки силу власної руки і не вміє читати руку суперників. Фіш дуже рідко звертає увагу на загрози на борді, а якщо і звертає, то до останнього моменту сподівається на диво. Загроза стріта або флеша, дії опонентів, позиція і багато іншого залишаються поза увагою фіша і не враховуються ним при прийнятті рішення. Він діє нелогічно, тому фіша іноді буває важко заманити в пастку, але часто він сам себе заганяє в неї.
Фіш при грі в покер дуже підозрілий і образливий. Він завжди підозрює блеф з боку суперників, вважає блеф особистою образою і намагається «викрити» будь-якого гравця, що зробив велику ставку або оголосив олл-ін. Підозрюючи блеф, фіш готовий відповісти, не маючи на руках буквально нічого — лише б змусити суперника розкрити карти і довести всім, що фіш бачить ворога наскрізь і не боїться ніяких блефів.
Ненависть до блефовщиків не перешкоджає фішу часто блефувати самому. При цьому фіш може блефувати проти трьох та більше суперників і робити це приголомшливо нерозумно. Приклад: на префлопі фіш грає колл у відповідь на рейз від двох опонентів. На флоп приходить сміття. Фіш хвацько йде олл-ін, розраховуючи вселити суперникам, що це сміття перетворило його руку в натс.
Якщо фіш робить ставки, то, як правило, їх розмір вибирається неправильно. Часто, замість того щоб захищати свою руку, фіш вносить в банк таку суму, яка робить шанси банку вигідними для колла суперників з різними прикупними руками. І навпаки, фіш може зрівняти ставку без урахування шансів банку. Фіш взагалі ніколи не прораховує шанси банку.
Для покерного фіша не існує поняття — позиція. Він ще не доріс до розуміння вигоди, яку дає остання черга ходу. Втім, йому це і не потрібно. Фіш звик розігрувати збиткові руки. Яка різниця — з якої позиції розігрувати К8о або J2s? Шанси на виграш з такими картами навіть з батона — мінімальні.
Інший приклад. На ранніх етапах турнірів, коли блайнди ще в районі $10/20, фіш, маючи сильні кишенькові карти, йде олл-ін з позиції «під дулом». Якщо пощастить, він виграє блайнди. В іншому разі — наривається на монстр-руку і вилітає з турніру.
Потрібно також розуміти, що фіш, це стадія розвитку гравця і через неї пройшли всі, навіть найвідоміші покерні гравці.